# Носиков, Вячеслав Петрович
Вячеслав Петрович Носиков (11.03.1917 — 200?) — советский инженер-геофизик, лауреат Ленинской премии.

## Биография
Родился в д. Анохино (ныне - несуществующий Анохинский район, Горьковская область).
Окончил Свердловский горный институт (1941).
Участник войны, служил в 87 оадн Дальневосточный УР ЗабВО.
Один из руководителей геофизических исследований в Казахстане. Весной 1949 года открыл Соколовское месторождение железных руд.
С 1951 года на руководящей работе в Министерстве геологии СССР. С 1955 г. — начальник аэромагнитной партии Уральской геофизической экспедиции.
Работал в Китае и Польше.
Ленинская премия 1957 года — за открытие и разведку железорудного месторождения Сарбайской и Соколовской групп.
Награждён орденом «Знак Почёта», нагрудным знаком «Первооткрыватель месторождения».